# Marmosops magdalenae
Marmosops magdalenae — вид ссавців родини опосумових (Didelphidae). Це ендемік північної Колумбії, де він живе на висоті від 104 до 1940 метрів над рівнем моря. Має довжину від голови до крупа 99–106 мм, хвіст 125–132 мм, лапи 17–18 мм і вуха 18–19 мм. Його видова назва, magdalenae, на латині означає «Магдалини».